# Velvary
Velvary település Csehországban, a Kladnói járásban. Velvary Olovnice, Nelahozeves, Kralupy nad Vltavou, Chržín, Uhy, Černuc, Neuměřice, Hobšovice, Kamenný Most és Žižice településekkel határos. Lakosainak száma 3048 fő (2024. január 1.).

## Népesség
A település lakosságának változását az alábbi diagram mutatja:
| Lakosok száma | 2822 | 3174 | 3053 | 2749 | 3074 | 2911 | 3056 | 3044 | 2958 | 3048 |
|               | 1869 | 1890 | 1921 | 1950 | 1980 | 2001 | 2017 | 2019 | 2022 | 2024 |